# Gheorghi Dobrevo, Haskovo
Gheorghi Dobrevo (în bulgară Георги Добрево) este un sat în comuna Liubimeț, regiunea Haskovo,  Bulgaria. 

## Demografie
Componența etnică a satului Gheorghi Dobrevo
     Romi (15,78%)
     Turci (23,3%)
     Bulgari (57,89%)
     Nicio identificare (3%)
La recensământul din 2011, populația satului Gheorghi Dobrevo era de 266 locuitori. Din punct de vedere etnic, majoritatea locuitorilor (57,89%) erau bulgari, existând și minorități de turci (23,3%) și romi (15,78%). Pentru 3,0% din locuitori nu este cunoscută apartenența etnică.